# Polianfólitos
Los polianfólitos son moléculas grandes como las proteínas que tienen muchos grupos ácidos o básicos.

## ElpI(punto isoeléctrico)

### Cálculo delpI
Con más de dos grupos cargados, el cálculo del pI (punto isoeléctrico) es más complejo. Sin embargo, siempre que la molécula tenga grupos cargados positivamente y negativamente, tendrá un punto isoeléctrico en el cual la carga neta promedio es cero.
Si predominan los grupos ácidos, el pI será bajo; si predominan los grupos básicos, el pI será alto.

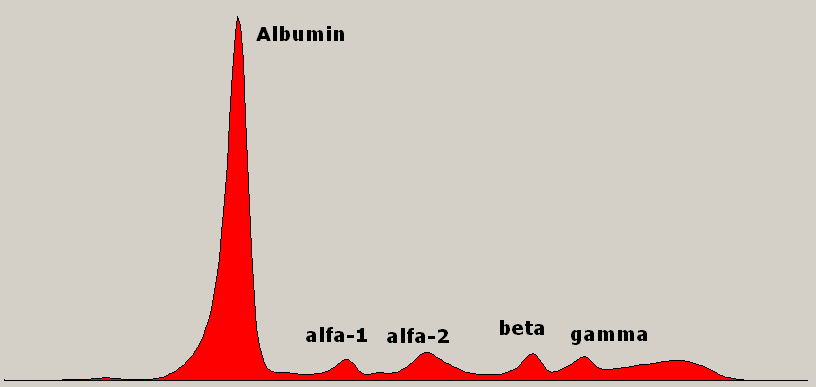
Diagrama de una electroforesis proteica normal de suero, con leyendas de las diferentes zonas.

### Determinación delpIde un polianfólito
Se puede determinar experimentalmente el pI de un anfólito o de un polianfólito, utilizando el sencillo método de la electroforesis. Cuando se aplica un campo eléctrico a una disolución de estos iones, las moléculas cargadas positivamente se desplazan hacia el cátodo y las que tienen carga negativa lo hacen hacia el ánodo.

### Separación de los polianfólitos según supI
Un anfólito no se mueve en ningún sentido cuando está en su punto isoeléctrico, puesto que tiene una carga neta igual a cero. Con el método denominado enfoque isoeléctrico, los anfólitos se mueven a través de un gradiente de pH y se quedan quietos en su punto isoeléctrico. 
De este modo, se separan los anfólitos y se determinan sus puntos isoeléctricos.

## Lospolipéptidoscomo polianfólitos

Escalera del pH.

### ElPHdetermina la carga de lospolipéptidos
Los polipéptidos, además del grupo amino libre en el N-terminal y el grupo carboxilo libre en el C-terminal, suelen contener algunos aminoácidos que tienen grupos ionizables en sus cadenas laterales. Estos distintos grupos poseen una amplia gama de valores del pKa pero son todos grupos débilmente ácidos o básicos. Por esto, los polipéptidos son ejemplos excelentes de los polianfólitos.

#### Carga de unpolipéptidoaPHÁcido
El tipo de comportamiento que se observa durante la titulación de un oligopèptido o un polipéptido está ejemplificado por el tetrapéptido Glu-Gly-Ala-Lys. Así, se analizará el comportameinto e este tetrapéptido a distinto PH para observar su cambio de carga eléctrica debido a los residuos de los diferentes aminoácidos (además de los gurupos amino y carboxi terminales).
Podemos imaginar que empezamos con el tetrapéptido en una disolución muy ácida, por ejemplo a pH 0. A este pH, que se encuentra por debajo del pKa de cualquiera de los grupos presentes, todos los residuos ionizables estarán en sus formas protonadas.
Todos los grupos amino estarán cargados positivamente, y todos los carboxilos tiendrán una carga igual a cero. Por consiguiente, el conjunto de la molécula tendrá una carga de +2 a este pH.

#### Carga de unpolipéptidoaPHBásico
Si ahora imaginamos que se eliminan los protones de la disolución (por ejemplo, por titulación con NaOH), los diversos grupos perderán los protones a valores de pH cercanos a sus valores de pKa. A medida que se eliminan los protones, elevándose el pH, más grupos quedan desprotonados. Disminuye la carga positiva y pasa por cero el punto isoeléctrico. Al añadirse más base, la molécula pasa a tener carga negativa, llegando finalmente a una carga neta de -2 a un pH muy elevado.

### El efecto del cambio dePHen el comportamiento de lospolipéptidos(lasolubilidad)
En algunas ocasiones, incluso un pequeño cambio de pH modificará significativamente la constelación de cargas con la que una molécula de proteína se enfrenta a su entorno, y en consecuencia modificará significativamente su comportamiento. La solubilidad de muchas proteínas es mínima en el punto isoeléctrico, puesto que las moléculas ya no se repelen unas a otras cuando su carga neta es igual a cero.
El hecho de que las distintas proteínas y oligopéptidos tengan distintas cargas netas a un pH determinado suele aprovecharse para su separación, bien por electroforesis, o por cromatografía de intercambio iónico.